# Mister Wonderful (film)
Mister Wonderful è una commedia sentimentale statunitense del 1993, diretta da Anthony Minghella e interpretata da Annabella Sciorra, Matt Dillon e William Hurt.

## Trama
Gus DeMarco, giovane elettricista italo-americano, ha un sogno nel cassetto: aprire un bowling insieme ai suoi amici. Ma le sue finanze sono troppo esigue a causa del mantenimento dovuto alla sua ex-moglie, Leonora. Gus escogita un piano per trovare a Leonora un nuovo compagno per liberarsi dal peso del mantenimento, ne sarà vittima il timido ed impacciato Tom, un professore che verrà spinto da Gus a corteggiare la ex-moglie. Tuttavia i due finiranno per scoprire di essere ancora innamorati ed alla fine torneranno insieme.